# Kanton Aubergenville
Kanton Aubergenville (fr. Canton d'Aubergenville) je francouzský kanton v departementu Yvelines v regionu Île-de-France. Skládá se z 11 obcí.

## Obce kantonu
- Aubergenville
- Aulnay-sur-Mauldre
- Bazemont
- Bouafle
- Ecquevilly
- Flins-sur-Seine
- Herbeville
- Mareil-sur-Mauldre
- Maule
- Montainville
- Nézel